# Toul
Toul település Franciaországban, Meurthe-et-Moselle megyében. Lakosainak száma 15 570 fő (2022. január 1.).

## Fekvése
Toul Bicqueley, Bouvron, Bruley, Charmes-la-Côte, Chaudeney-sur-Moselle, Domgermain, Dommartin-lès-Toul, Écrouves, Francheville, Gondreville, Gye, Mont-le-Vignoble, Pagney-derrière-Barine és Villey-Saint-Étienne községekkel határos.

## Népesség
A település népessége az elmúlt években az alábbi módon változott:
| Lakosok száma | 14 780 | 17 406 | 17 281 | 16 617 | 16 128 | 16 021 | 15 832 | 15 633 | 15 857 | 15 570 |
|               | 1968   | 1982   | 1990   | 2006   | 2013   | 2015   | 2017   | 2019   | 2020   | 2022   |